# Butor zigzag
Zebrilus undulatus
Genre
Espèce
Répartition géographique
Statut de conservation UICN

 NT  : Quasi menacé
Le Butor zigzag (Zebrilus undulatus), dit aussi Onoré zigzag, est une espèce d'oiseau de la famille des ardéidés qu’on retrouve en Amérique du Sud. D'après Alan P. Peterson, c'est une espèce monotypique.

## Description
Le plumage des adultes est gris avec une fine barre en zigzag, avec un dessous pâle, d'environ 32 cm de hauteur. Les juvéniles ont un dos sombre avec une tête et un dessous bruns. En raison de son aspect il a été souvent assigné aux hérons de type tigre ( Tigrisoma et autres). Mais en fait, il fait bel et bien partie de la famille des butor, ayant comme ces 10 seules rectrices (d'autres Ardeidae en ont 12) et étant placé sans équivoque dans la lignée des butors par des données de séquences d'ADN aussi. Les pattes et les cols courts et le plumage cryptique peuvent donc être plésiomorphes chez les Ardeidae en général

## Répartition
On trouve le Butor zigzag en Colombie, au Venezuela, au Guyana, au Surinam, en Guyane, au Brésil, en Équateur, au Pérou et en Bolivie.

## Habitat
Le Butor zigzag fréquente les rives des cours d’eau et des bras morts de la forêt tropicale et des forêts-galeries. On le rencontre plus particulièrement le long des cours d’eau lents bordés d’arbres au feuillage dense et surplombants l’eau, de racines exposées, de souches et d’arbres tombés. On le voit également autour des mares, des étangs et des bras morts entourés d’arbres ou d’herbes hautes.

## Nidification
Le Butor zigzag niche en solitaire, mais parfois à proximité d’autres espèces de héron notamment l’Onoré rayé. Le nid est situé près ou au-dessus de l’eau entre 1,5 et 3 mètres de hauteur.  Il consiste en une plate-forme circulaire et peu profonde faite de petites branches. Il semble ne pondre qu’un œuf par couvée. Ses mœurs sont encore assez peu connues.